# Shoddy the Tailor
Shoddy the Tailor é um curta-metragem mudo norte-americano, realizado em 1915, do gênero comédia, com o ator cômico Oliver Hardy.

## Elenco
- Raymond McKee - Henry Buggs
- Harry Lorraine - chefe de polícia
- Mabel Paige - Myrtle
- Frances Ne Moyer - Minnie
- Eva Bell - Clara
- Nellie Farron - Ruth
- Oliver Hardy - policial (como Babe Hardy)